# Odeio
"Odeio" é uma canção da cantora brasileira Manu Gavassi lançada em 14 de novembro de 2011 como terceiro single do álbum Manu Gavassi (2010).

## Paradas musicais
| Paradas (2012)                       | Melhor posição |
| ------------------------------------ | -------------- |
| Brasil - Brasil Hot 100              | 22             |
| Brasil - Billboard Popular Hot Songs | 32             |